# Екатеринбургская кольцевая автомобильная дорога

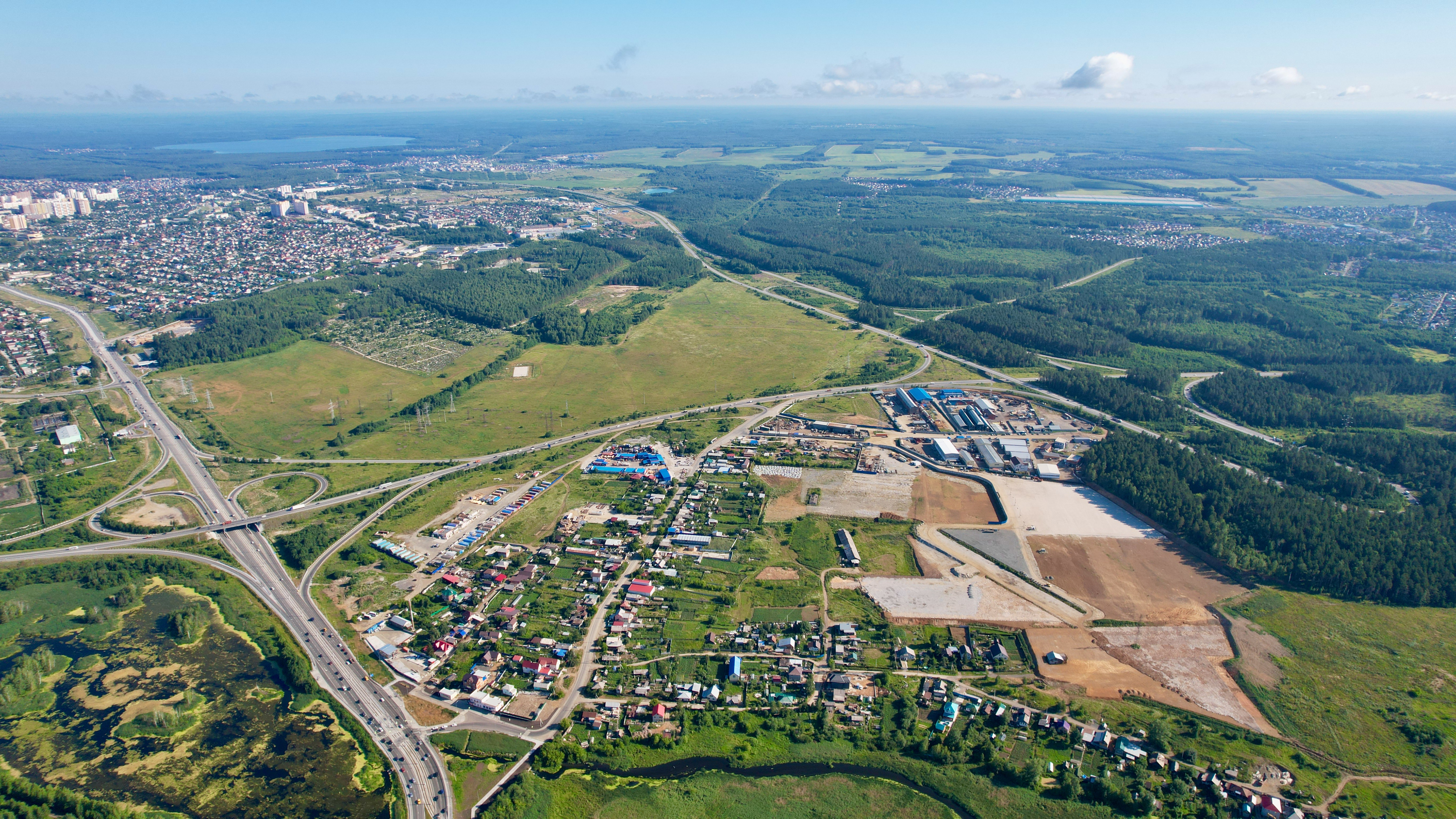
Слева развязка с проспектом Космонавтов (на юг, в Екатеринбург) и Успенским проспектом (на север, в Верхнюю Пышму) и автодорогой 65К-3610000 (справа)

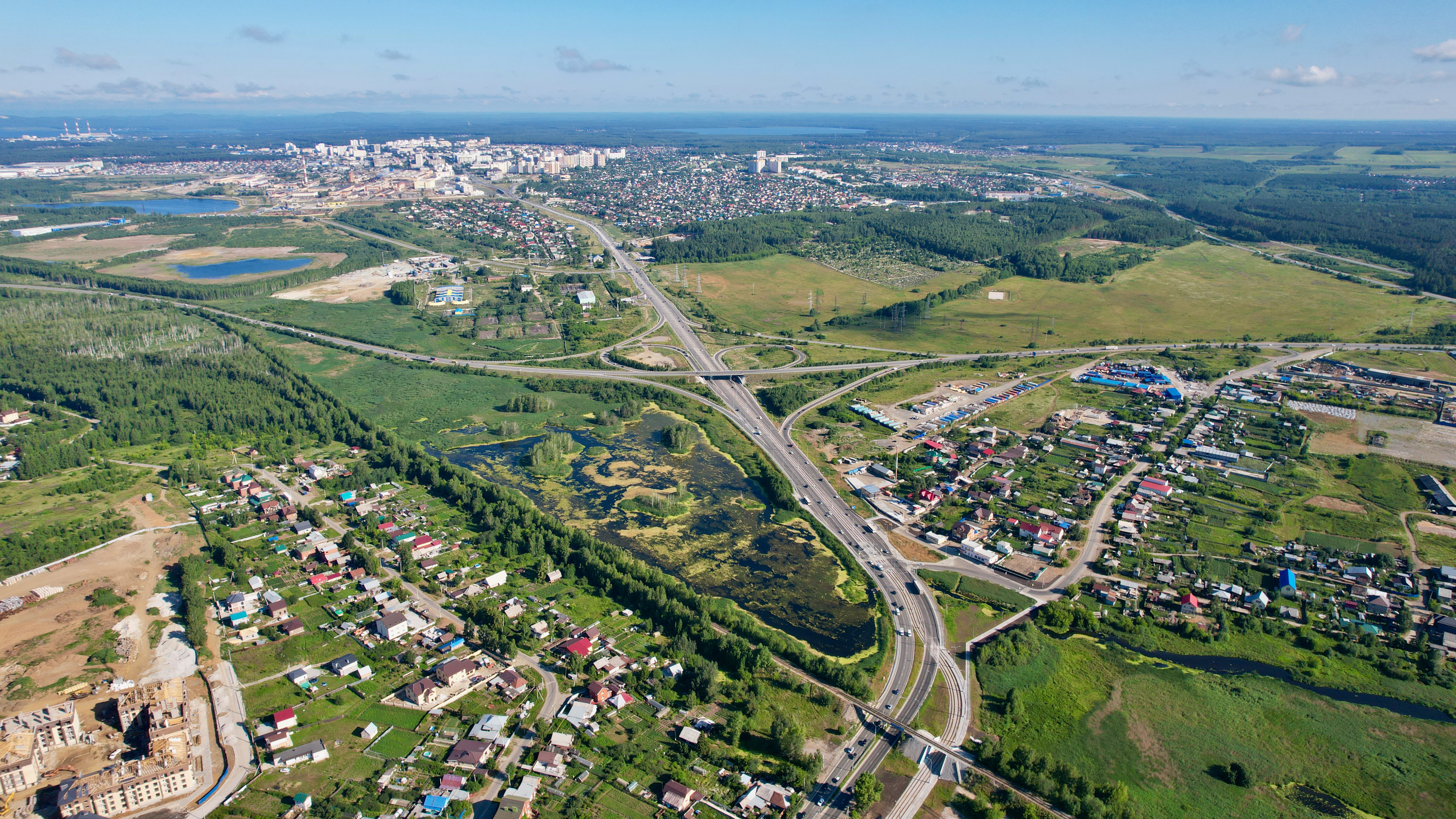
Озеро Лебяжье около развязки на Верхнюю Пышму

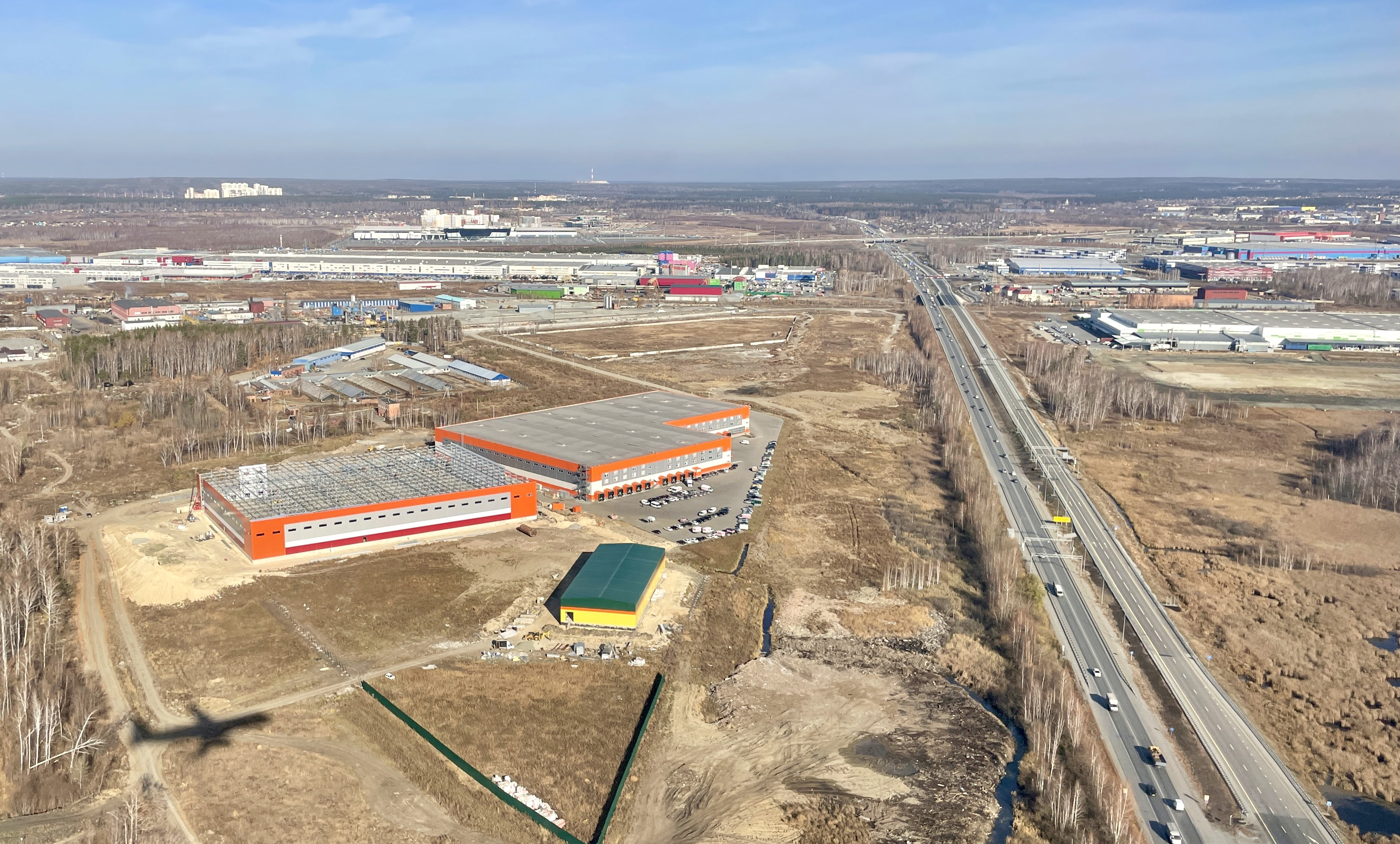
ЕКАД в районе аэропорта Кольцово

Екатеринбу́ргская кольцева́я автодоро́га (ЕКАД) — автомобильная трасса в Екатеринбурге, кольцевая автомобильная дорога, длина автомагистрали —  94,3 км.
Кольцевую автодорогу пересекают три федеральных трассы и три основных областных трассы, которые радиально выходят из города, и делят её на шесть участков. Основные функции автомагистрали — это защита улично-дорожной сети города от транзитных потоков автотранспорта, и обеспечение равномерного ввода транспортных потоков, входящих в Екатеринбург. Автомагистраль выводит за пределы городской черты 60-80 тысяч автомобилей в сутки. Ещё одной важной функцией ЕКАД во взаимодействии с магистральными дорогами и улицами является формирование каркаса улично—дорожной сети города. Северное полукольцо автомагистрали от 342 километра автодороги Р242 Пермь — Екатеринбург до трассы Р351 Екатеринбург — Тюмень планируют передать на баланс ФКУ «Уралуправтодор» с дальнейшим расширением до четырёх полос движения.

## История
- Впервые кольцевая дорога была обозначена в генеральном плане Свердловска в 1972 году[8].
- Технико-экономическое обоснование на строительство Свердловской кольцевой автодороги (СКАД) было разработано институтом УралгипродорНИИ по заданию Минавтодора РСФСР в 1982 году и утверждено распоряжением Совета министров РСФСР 25 января 1990 года за номером 84-р. Однако из-за распада СССР и дальнейшей нестабильной экономической ситуации, полноценное строительство автодороги началось только в 1994 году[9][10][11].
- Участок от Большого Истока до посёлка Семь Ключей длиной 10,3 км был построен в 1992 году[12]. На пересечении этого участка, дороги «г. Арамиль — р.п. Б. Исток» (поворот на мельзавод (ныне посёлок Арамиль[13])) и 193 километра Подъезда к г. Екатеринбургу от автодороги М 5 (Урал) находится нулевой километр[14].
- Программа развития и реконструкции дорожной сети области, в которую было включено строительство кольцевой дороги, была утверждена малым Советом Свердловского областного Совета народных депутатов 8 сентября 1993 года.
- Участок от пос. Семь Ключей до пос. Новоберёзовский (Берёзовский тракт) протяжённостью 11,4 км строился с 1994 до 2000 года[15].
- Участок от пос. Новоберёзовский до города Верхняя Пышма протяжённостью 12,6 км начали строить в 1997 году[16].
- Участок пос. Новоберёзовский — Верхняя Пышма введён в эксплуатацию в 2002 г.
- Участок Верхняя Пышма — Р352 протяжённостью 6,3 км введён в эксплуатацию в октябре 2007 г.
- По состоянию на июль 2008 года, дорога имела длину 30,685 км[17][18].
- Транспортная развязка на пересечении с Р352 сдана в ноябре 2008 г.
- Участок Р352 — Р242 протяжённостью 17,4 км строился с апреля 2008 г.[19], введён в эксплуатацию в октябре 2011 г.[20]
- Строительство участка от Р242 до М5 протяжённостью 35,7 км[21][22] разделили на три пусковых комплекса. Первый от Московского тракта (Р242) до подъезда к посёлку Медный, второй от подъезда к посёлку Медный до Полевского тракта, третий от Полевского тракта до автодороги М5 Урал. Строительство первого пускового комплекса протяжённостью 10 км (до подъезда к посёлку Медный) начато в ноябре 2011 г.[2][23]
- В сентябре 2014 года началось строительство второго пускового комплекса ЕКАД (от подъезда к посёлку Медный до Полевского тракта)[24].
- 25 декабря 2015 года был открыт участок ЕКАД от Московского тракта до подъезда к посёлку Медный[25].
- 20 октября 2016 года на Полевском тракте через строящийся участок ЕКАД был открыт новый мост будущей развязки[26].
- 20 декабря 2016 года на пересечении строящегося участка ЕКАД и 2-й Новосибирской улицы началось строительство развязки типа «полный клевер»[27]. Из-за того, что государственный контракт по строительству развязки[28] не смогли разыграть, строительство развязки было решено разделить на два этапа. Первый этап — возведение непосредственно путепровода кольцевой дороги, второй — возведение съездов и лепестков развязки. Второй этап должен быть завершён до 2022 года[29].
- 2 сентября 2017 года был открыт участок ЕКАД от подъезда к посёлку Медный до Полевского тракта[30], протяжённостью 11,3 км[31].
- Ввиду проектирования строительства промышленного парка «ЕКАД-Южный», министерство строительства выдало разрешение на проведение дополнительных расчётов для перепроектировки съездов, а также для переноса газопровода и ЛЭП Курчатовская — Южная 500 КВт[32][33]. Все расчёты были закончены и согласованы с заказчиком в срок до 14 ноября 2018 года[34].
- 22 марта 2018 года из состава лесного парка «Южный» были исключены участки общей площадью 35,4 га, по которым должна пройти кольцевая дорога[35][36].
- 30 ноября 2018 года был объявлен аукцион на исполнение строительных работ по возведению участка от Полевского тракта до Челябинского тракта. Аукцион был разыгран 24 декабря 2018 года и определён поставщик. Окончание срока контракта с учётом внесённых корректировок — декабрь 2024 года[37][38][39][40].
- В июне 2019 года началось строительство третьего пускового комплекса ЕКАД (от Полевского тракта до Челябинского тракта)[41][42].
- 8 сентября 2022 года был открыт последний участок ЕКАД от Полевского тракта до Челябинского тракта[43], протяжённостью 11 км.

### ЕКАД и улично-дорожная сеть города и области
Кольцевая дорога является элементом крупного дорожного узла, в котором сходятся как трассы федерального значения так и региональные трассы.
Федеральные трассы:
- Трасса Пермь — Екатеринбург (Московский тракт)

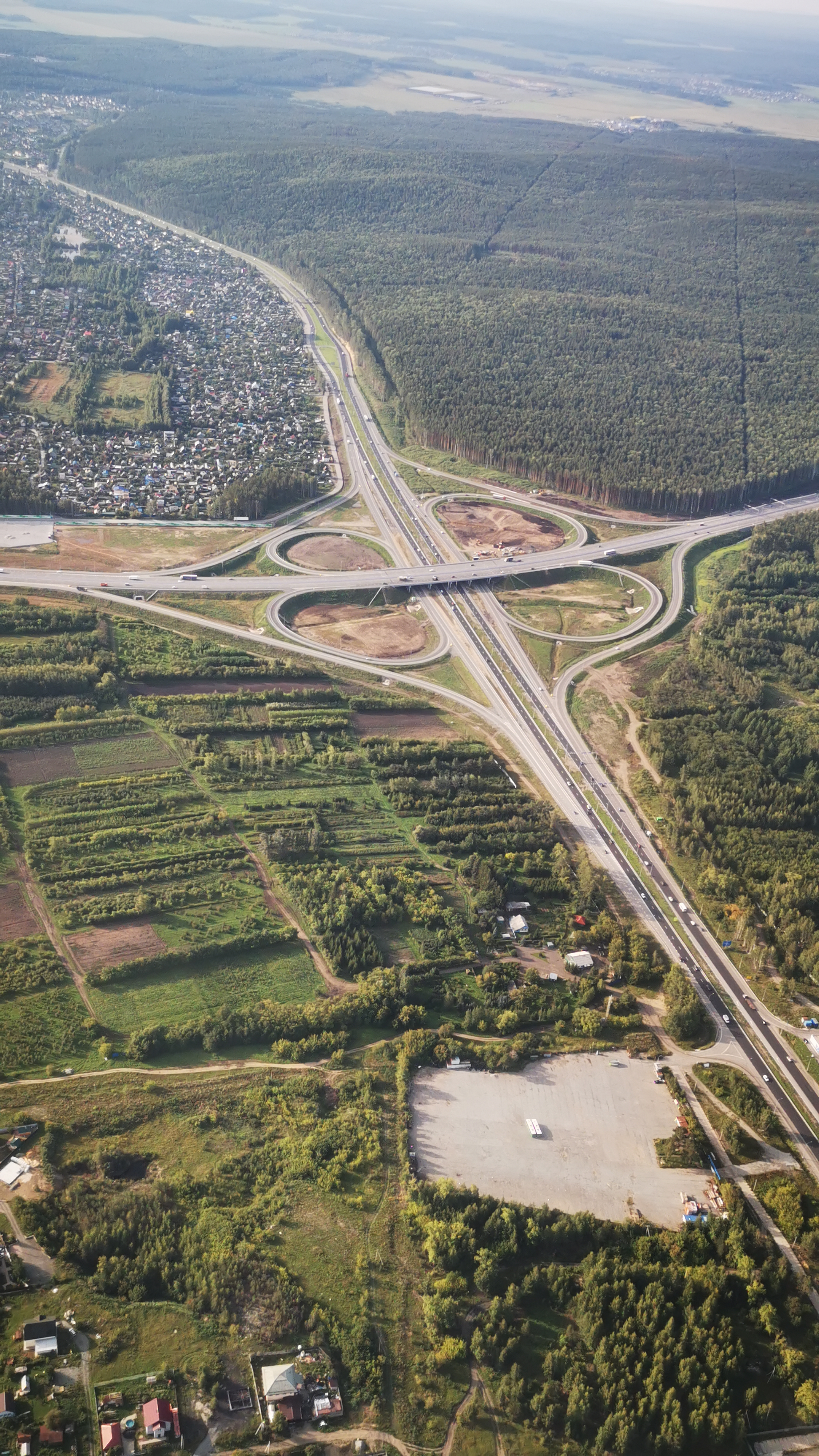
ЕКАД и Челябинский тракт

- ЕКАД и Челябинский трактЕкатеринбург — Тюмень (Тюменский тракт)
- Подъезд к Екатеринбургу от М-5 «Урал» (Челябинский тракт)
- Трасса Екатеринбург — Шадринск — Курган

Региональные трассы:
- Екатеринбург — Нижний Тагил — Серов (Серовский тракт)
- Трасса Екатеринбург — Реж — Алапаевск
- Трасса Екатеринбург — Невьянск
- Берёзовский тракт
- Полевской тракт

С улично — дорожной сетью города ЕКАД взаимодействует посредством магистральных улиц:
- Дублёр Сибирского тракта
- Улица Селькоровская
- Автодорога Екатеринбург — аэропорт Кольцово
- Улица Серафимы Дерябиной[44]

### Альтернативные проекты последнего участка ЕКАД
Изначально рассматривалось три варианта строительства участка кольцевой дороги от Полевского до Челябинского тракта. Старый советский вариант, который, как и вся ЕКАД, был разработан институтом «Киевсоюздорпроект», предусматривал трассировку дороги по Южному лесопарку, где специально выделили участок под стройку. Но в 2005 году этот проект был пересмотрен. Трассу было решено провести за границами Южного лесопарка через посёлки Большой Исток и Полевой. Но стоимость такого проекта была очень большой, и от этого варианта было решено отказаться.
Тогда появился вариант неполного кольца. Челябинский тракт должен был выполнять роль перемычки, а чиновники в августе 2014 года даже утвердили проект развязки типа «Лук». Но федеральное правительство запретило использовать М5 таким образом.
Проект снова был переработан, и утверждён вариант строительства кольцевой дороги через коллективные сады Попова Лога. Это привело к серьёзным волнениям среди садоводов, и в октябре 2015 года было решено вернуться к оригинальному проекту «Киевсоюздорпроекта».

### Реконструкция и перспективы развития ЕКАД
- Реконструкция существующих участков

Участок Новоберёзовский — Верхняя Пышма
В апреле 2011 года получено положительное заключение экспертизы на реконструкцию по I категории 2х2 полосы участка Новоберёзовский — Верхняя Пышма протяжённостью 11,0 км.
участок «Семь ключей — Большой Исток»
В июле 2016 года началась разработка проекта по расширению участка «Семь ключей — Большой Исток» до четырёх полос. В декабре 2016 года был объявлен аукцион на проведение работ по реконструкции. 27 апреля 2017 года были подведены итоги аукциона и определён поставщик. Согласно условиям, реконструкция завершится в 2022 году
В декабре 2021 года был технически открыт первый реконструированный участок от поворота на посёлок Большой Исток до Кольцовского тракта.
23 августа 2022 года был  открыт  реконструированный участок от Кольцовского тракта до Горбатого моста.
28 декабря 2022 года был открыт дублер моста над Транссибирской магистралью (Горбатый мост).
В июле 2023 года был открыт реконструированный участок от Горбатого моста до Семи ключей.
участок «Новоберёзовский — Семь ключей»
В  декабре 2022 года началась  разработка проекта по расширению участка «Новоберезовский — Семь ключей» до четырёх полос.
- Реконструкция развязок в рамках расширения

Развязка ЕКАД — М5 (нулевой километр)
- Это соединение ЕКАД и М5, которое существовало с самого начала строительства кольцевой дороги, являлось простым перекрёстком со светофорным регулированием. Со временем перекрёсток перестал справляться с потоками транспорта и встал вопрос о его реконструкции. Существовало два варианта четырёхлистной развязки на пересечении Челябинского тракта и Кольцевой дороги. Первый вариант предполагал наличие обхода небольшого участка, который находится в аренде ООО «Вентор». Изначально на арендованном участке земли планировалось строительство аутлета. Однако по рекомендации «ПК „УралДорТехнологии“» было принято решение утвердить проект классической развязки, так как первый вариант снизит скоростной режим и пропускную способность автодороги[59][60].
- С 10 октября 2017 года на перекрёстке ЕКАД-М5 Урал (нулевой километр) радикально изменена схема движения. Светофоры отключили, а перекрёсток закрыли швеллером. Маленький участок ЕКАД от М5 до поворота на посёлок Большой Исток стал односторонним в сторону аэропорта Кольцово. От аэропорта для съезда на М5 используется правый дублёр. Для манёвров на М5 оборудовали два разворотных полукольца на 191-м  и 194-м  км. Схема работала в тестовом режиме до 1 ноября 2017 года[61].
- С 1 ноября 2017 года вышеупомянутая схема начала работать в штатном режиме, а светофоры демонтированы навсегда[62].
- В июле 2020 года началось строительство полноценной развязки[63][64].
- В июле 2021 года изменена схема движения. Дорога Большой Исток — Арамиль вновь стала двухсторонней. Съезд с ЕКАД в сторону города закрыт[65].
- В августе 2022 года примыкания  дороги Большой Исток — Арамиль к Челябинскому тракту и к ЕКАД со стороны посёлка Большой Исток закрыты навсегда.  Съезд с ЕКАД в сторону района Химмаш окончательно открыт[66][67].
- В ноябре 2022 года развязка полностью сдана в эксплуатацию[68].

Другие развязки ЕКАД
Также реконструкции подвергся участок длиной 750 метров, проходящий под эстакадой развязки с Кольцовский трактом, который был расширен до четырёх полос и завершился в 2019 году. В рамках реконструкции в декабре 2018 года также была расширена развязка ЕКАД — р351.
- Реконструкция иных развязок

Развязка ЕКАД — Чусовское озеро
На пересечении Чусовского тракта и кольцевой дороги изначально существовал проект строительства на этом пересечении полноценной развязки типа «полный клевер». Впоследствии из соображений экономии, было решено реализовать более дешёвый проект эстакады без съездов. В декабре 2018 года был объявлен аукцион на выполнение работ по строительству данной транспортной развязки. Аукцион был разыгран в январе 2019 года и определён поставщик. Реконструкция была завершена в ноября 2020 года.
Развязка ЕКАД 33-й километр — Обход города Верхняя Пышма
В 2015 году было анонсировано строительство дублёра проспекта Космонавтов с устройством примыкания к транспортной развязке на пересечении ЕКАД и обхода города Верхняя Пышма. Реализацию проекта планировалось начать в 2019 году. В мае 2020 года объявлен конкурс на проектирование дороги, которая свяжет 33-й километр ЕКАД и улицу Фрезеровщиков. Проект должен быть разработан к августу 2022 года.
Развязка ЕКАД — Улица Амундсена (проектируется)
В 2016 году было анонсировано продление и соединение улицы Амундсена с кольцевой дорогой. 9 октября 2017 года прошли публичные слушания по проекту планировки для размещения данного линейного объекта. 5 декабря 2017 года проект был утверждён. В 2019 году после завершения первого этапа на пересечении улицы Амундсена и ЕКАД планируется возведение развязки типа «полный клевер».
- Иная инфраструктура

25 апреля 2018 года был объявлен аукцион на выполнение работ по установке надземного пешеходного перехода на 41 километре кольцевой автодороги с целью организации пешеходного сообщения с монастырским комплексом «Ганина Яма». 17 мая 2018 года были подведены итоги аукциона и определён поставщик. В июне 2019 года работы были завершены.

### Бюджет строительства
Региональное финансирование:
- 2008 год — 51 млн руб.
- 2009 год — 951 млн руб.
- 2010 год — 1,273 млрд руб.
- 2011 год — 100 млн руб + 1,435 млрд руб.
- 2012 год — 543,5 млн руб.
- 2013 год — 383,5 млн руб.
- 2014 год — 1,263 млрд руб.
- 2015 год — 1,236 млрд руб.[90][91]
- 2019 год — 431 млн руб. + 660 млн руб.
- 2020 год — 925,7 млн руб.
- 2021 год — 1,771 млрд руб.[92]

В феврале 2013 года из-за секвестра областного бюджета финансирование строительства последнего участка между Московским и Полевским трактами сведено до минимума. В апреле 2014 года члены Совета Федерации приняли решение рекомендовать выделение из федерального бюджета около 10,5 млрд рублей для завершения строительства ЕКАД. Благодаря выделению Правительством России в 2015 году дополнительной субсидии в размере 1,5 млрд рублей, строительство ЕКАД велось точно по графику.
Федеральное финансирование:
- 2015 год — 2,5 млрд руб.
- 2016 год — 1,7 млрд руб.
- 2017 год — 460 млн руб.[96][97][98]
- 2018 год — 630 млн руб.[99][100]
- апрель 2019 года — 300 млн руб.[101]
- ноябрь 2019 года — 1 млрд руб.[102]
- 2020 год — 2,0 млрд руб[103].
- 2021 год — 2,4 млрд руб[104].

### Платный проезд
Впервые вопрос о платном проезде по ЕКАД был поднят на выставке «Иннопром» в июле 2012 года. Губернатор Свердловской области и представитель госкомпании «Российские автомобильные дороги» подписали договор о совместном строительстве трассы от Московского до Челябинского тракта. Также планировалось реконструировать участок кольцевой дороги от Челябинского до Тюменского тракта. Цена за проезд колебалась от 0,5 до 3 рублей за 1 километр. Формальные процедуры планировалось решить в течение года. Однако никаких работ так и не последовало.
В конце 2015 года компания «ГипродорНИИ» подала жалобу с просьбой проверить аукцион на проектирование третьего пускового комплекса из за нарушения статьи 42 ФЗ № 44 «О контрактной системе в сфере закупок». В результате этого аукцион был приостановлен и в проект был внесён пункт, предусматривающий возможность организации платного проезда, а именно: проектирование пунктов взимания платы, корректировка документации для оформления отвода земель под пункты взимания платы и прочее.
Окончательного решения в этом вопросе пока не принято, однако возможность взимания платы всё же предусмотрят.

## Характеристики магистрали

### Северное полукольцо
Северное полукольцо ЕКАД, это автомобильная дорога II категории с шириной асфальтобетонного покрытия 7,5 метров составляет две полосы (по одной в каждую сторону), шириной по 3,75 м каждая.
Характеристики магистрали на участке автодорога Подъезд к г. Екатеринбургу от автодороги М-5 «Урал»-автодорога Екатеринбург-Тюмень
- Категория дороги — IВ
- Число полос движения — 2 (нов.)
- Ширина полосы движения — 3,75 м
- Ширина проезжей части — 2×3,75 м
- Ширина земляного полотна — 13,75 м
- Ширина обочины — 3,75 м
- Ширина укрепительной полосы обочины — 0,75 м
- Ширина укрепительной полосы со стороны разделительной полосы — 1,0 м
- Ширина разделительной полосы — 12,5 м
- Тип дорожной одежды/вид покрытия — капитальный / ЩМА[110]

### Южное полукольцо
Автомобильная дорога категории IБ. Ширина Южного полукольца составляет 2х2 полосы (по две в каждую сторону) с возможностью достройки ещё двух полос (после посёлка Медного 3х3 полосы).
Характеристики магистрали на участке автодорога Пермь-Екатеринбург-автодорога Подъезд к посёлку Медному
- Техническая категория дороги — IБ;
- Расчётная скорость движения — 120 км/ч;
- Количество полос движения — 4;
- Ширина проезжей части — 15 м;
- Ширина земляного полотна — 36,0 м;
- Ширина разделительной полосы — 13,5 м;
- Ширина обочины — 3,75 м;
- Количество транспортных развязок — 1;
- Количество мостов, путепроводов, эстакад и тоннелей — 3[111].

Характеристики магистрали на участке «Подъезд к п .Медному» — автодорога «Екатеринбург-Полевской»:
- Категория дороги — IБ;
- Число полос движения — 6;
- Ширина полосы движения — 3,75 м;
- Ширина проезжей части — 2×11,25 м;
- Ширина земляного полотна — 36,0 м;
- Ширина обочины — 3,75 м;
- Ширина укреплённой полосы обочины — 0,75 м, на разделительной полосе — 1,0 м;
- Ширина разделительной полосы — 6,0 м[112].

Характеристики магистрали на участке автодорога «Екатеринбург-Полевской» — автодорога Подъезд к г. Екатеринбургу от автодороги М-5 «Урал»:
- Категория дороги — IБ;
- Число полос движения — 6;
- Ширина полосы движения — 3,75 м;
- Ширина проезжей части — 2×11,25 м;
- Ширина земляного полотна — 33,5 м;
- Ширина обочины — 3,75 м;
- Ширина укреплённой полосы обочины — 0,75 м;
- Ширина разделительной полосы — 3,5 м;
- Общая строительная длина участка — 11,44 км[113].

### Длина автомагистрали
- От Челябинского тракта до Московского тракта с учётом развязок и съездов — 79,9 км, длина развязок и съездов — 21,918 км, номер дороги 65К—4108000[114][115].
- От Московского тракта до Подъезда к п. Медный 9,885 км, номер дороги 65К—4117000[116].
- От подъезда к п. Медный до Полевского тракта 8,559 км, номер дороги 65К—4118000[117]